# Plantago sericea
Plantago sericea är en grobladsväxtart. Plantago sericea ingår i släktet kämpar, och familjen grobladsväxter.

## Underarter
Arten delas in i följande underarter:
- P. s. araucana
- P. s. argyrophylla
- P. s. caulescens
- P. s. nubigena
- P. s. perreymondii
- P. s. polyclada
- P. s. sericans
- P. s. sericea
- P. s. huancayensis
- P. s. lanuginosa